# Валле-ді-Кадоре
Валле-ді-Кадоре (італ. Valle di Cadore, вен. Val de Cador) — муніципалітет в Італії, у регіоні Венето, провінція Беллуно.
Валле-ді-Кадоре розташоване на відстані близько 510 км на північ від Рима, 110 км на північ від Венеції, 32 км на північ від Беллуно.
Населення — 2001 особа (2014).
Щорічний фестиваль відбувається 11 листопада. Покровитель — святий Мартин.

## Демографія
Населення за роками:

Станом на 1 січня 2023 року в муніципалітеті офіційно проживало 115 іноземців з 29 країн, серед них 27 громадян країн Євросоюзу та 23 громадяни України.

## Сусідні муніципалітети
- Чиб'яна-ді-Кадоре
- Оспітале-ді-Кадоре
- Перароло-ді-Кадоре
- П'єве-ді-Кадоре
- Водо-ді-Кадоре